# لويس شيريلو
لويس شيريلو (بالإنجليزية: Louis Chirillo)‏ مواليد 20 مارس 1961 في سياتل، الولايات المتحدة، هو ممثل أمريكي بدأ مسيرته الفنية سنة 1996.

## الأعمال
- صقور العاصفة
- مغامرات مارثا
- قصص توم وجيري
- ديفل كينغز
- بروتوتايب

## روابط خارجية
- لويس شيريلو على موقع IMDb (الإنجليزية)
- لويس شيريلو على موقع قاعدة بيانات الفيلم (الإنجليزية)
- لويس شيريلو على موقع ANN person (الإنجليزية)